# Cromossomo 21

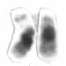
Par de cromossomo 21

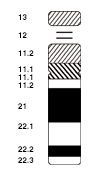
Cromossomo 21

O cromossomo 21 é um dos 23 pares de cromossomos do cariótipo humano. Este cromossomo aparece normalmente em duplicado nos humanos, sendo o menor cromossomo humano.

## Alguns genes
| Locus    | Gene     | Descrição                                                            |
| -------- | -------- | -------------------------------------------------------------------- |
| 21q21.3  | APP      | proteína precursora do amiloide beta (A4)                            |
| 21q22.1  | C21orf59 | fase de leitura aberta 59 do cromossomo 21                           |
| 21q22.3  | CBS      | cistationina-beta-sintase                                            |
| 21q22.3  | CLDN14   | claudin 14                                                           |
| 21q22.13 | HLCS     | holocarboxilase-sintetase                                            |
| 20q13.3  | KCNE 2   | canal de potássio dependente de voltagem, subfamília KQT tipo 2      |
| 21q22.11 | SOD1     | superoxido dismutase 1                                               |
| 21q22.3  | TMPRSS3  | protease transmembranosa, serina 3                                   |
| 21q22.3  | PCNT     | pericentrina                                                         |
| 21q22.13 | DYRK1A   | tirosina-(Y)-fosforilação quinase de dual especificidade regulada 1A |
| 21q22.3  | RRP1B    | processamento de rRNA 1B                                             |
| 21q22.3  | S100B    | proteína ligante de cálcio                                           |

## Doenças
- Alzheimer
- Nanismo primordial
- Trissomia 21 (ou Síndrome de Down)